# 宋萬化
宋萬化（1576年—1623年），第33代水東土司。
宋萬化是於天啓元年（1621年）繼任水東土司，但他未受到明廷的正式任命。繼位後不久，水西土司安位在奢崇明、安邦彥的挾持下起兵反叛明朝。翌年，宋萬化也追隨水西叛明，協助水西攻陷畢節。水西土司分兵攻破安順、平坝、沾益，宋萬化也率領仲苗九股圍陷龍里。
天啓三年（1623年）四月，安邦彥聯合宋萬化等人分兵三路，圍攻貴州的省城貴陽。貴州巡撫王三善於大水塘（今貴陽市開陽縣龍崗鎮水口村大水塘）大破水東兵，陣斬宋萬化，俘虜其妻丁氏及其子女、軍師劉洪祖等人。而民国《开阳县志》則記載，宋萬化為王三善擒獲後處斬。
宋萬化被殺後，其子宋嗣殷繼任水東土司。宋万化的遗骸遗物被子孙秘密安葬于底窝杨方寨附近，后于清乾隆年间修墓并立碑于墓内，道光二十一年（1841年）又重建墓并重立碑。其墓位于开阳县禾丰布依族苗族乡典寨村大磨坟。